# 前鎮之星駅
前鎮ノ星駅（ぜんちんのほしえき）は台湾高雄市前鎮区興邦里にある高雄捷運環状軽軌の駅。駅番号はC3。駅は凱旋四路と中山三、四路の交差点に位置する。高雄捷運紅線凱旋駅と接続している。

## 駅構造
相対式ホーム2面2線。
| 地上                                       |                                                 |
| 凱旋四路（西行き）                         |                                                 |
| 相対式ホーム、右側のドアが開く。簡易改札機 |                                                 |
| 下り                                       | ←■環状軽軌 哈瑪星・鼓山区公所方面（凱旋中華駅） |
| 上り                                       | →■環状軽軌 籬仔内・凱旋公園方面（凱旋瑞田駅）→  |
| 相対式ホーム、右側のドアが開く。簡易改札機 |                                                 |
| 歩道（紅線凱旋駅方面への陸橋へ）           |                                                 |
| 凱旋四路（東行き）                         |                                                 |

## 歴史
計画時の仮称は「中山三路駅」だった
- 2015年
  - 3月29日 - 駅名が「前鎮之星駅」に決定[1][註 1]。
  - 10月16日 - 環状軽軌第一段階区間のうち籬仔内－凱旋中華がプレ開業。ただし当駅含め始発駅の籬仔内以外では運転停車のみで客扱い乗降はなかった[2][3][4]。
  - 12月24日 - 当駅での客扱いを開始し、どの駅でも乗降が可能になった[5]。

## 駅周辺

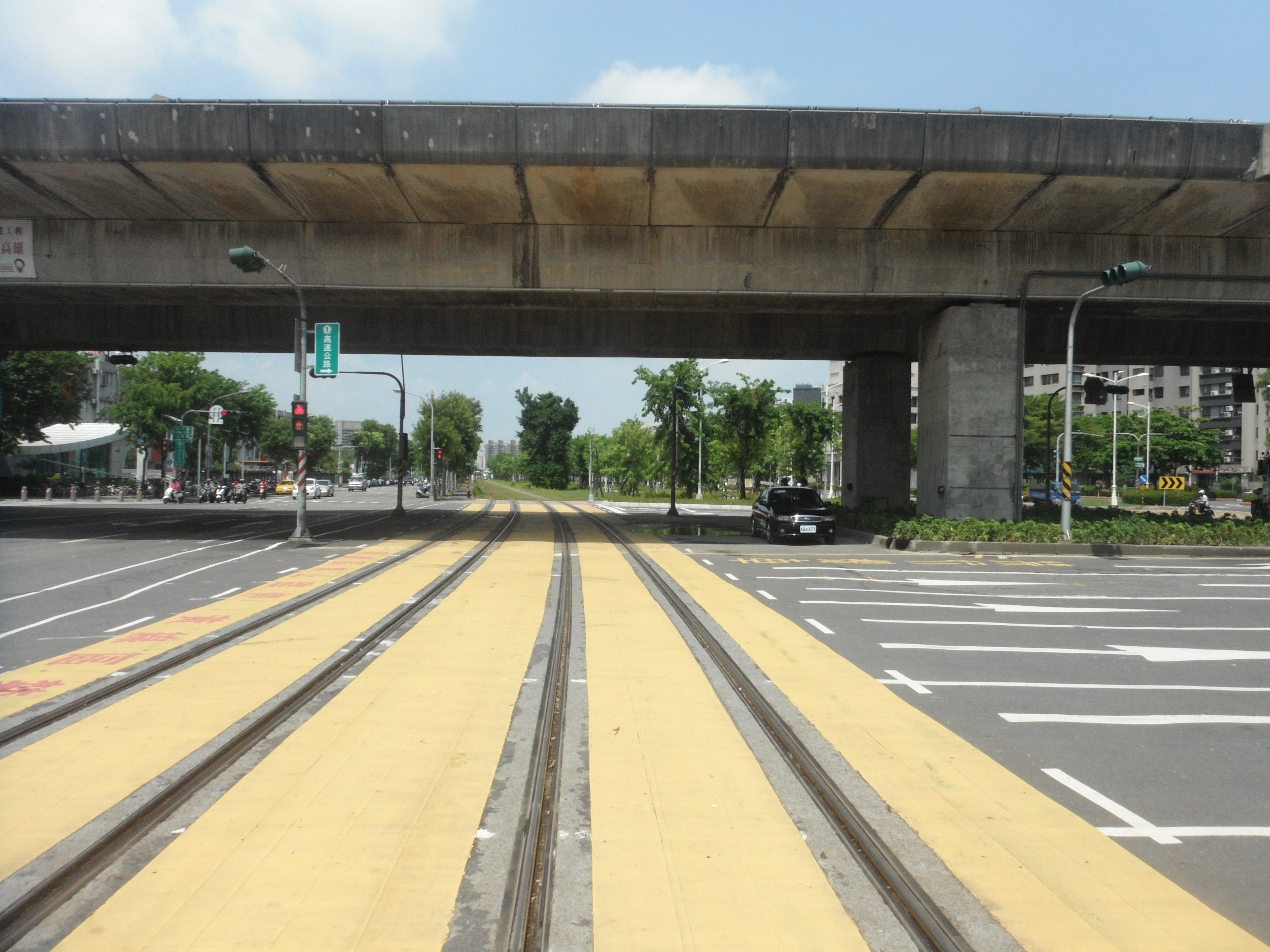
高雄捷運■紅線凱旋駅
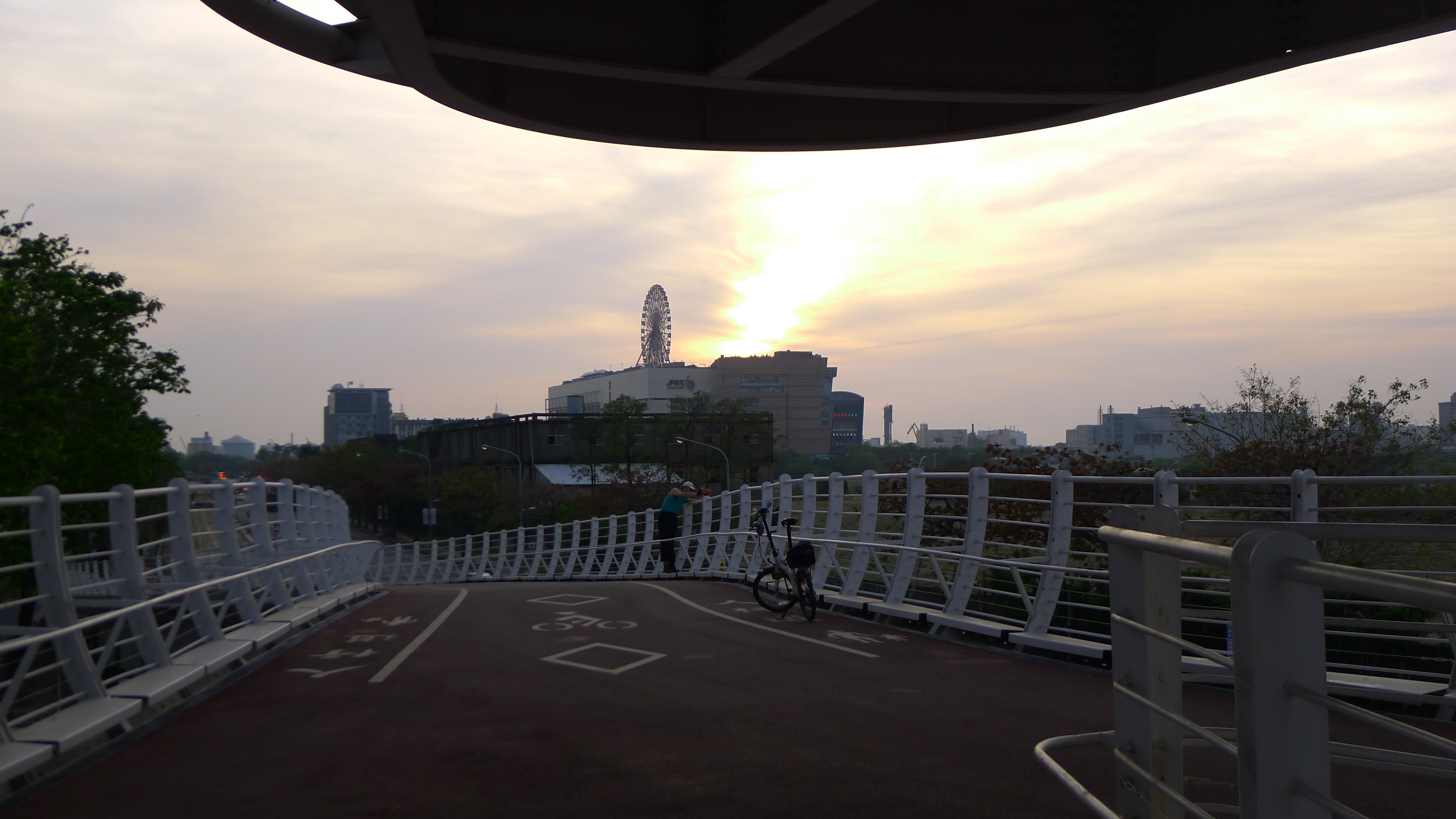
前鎮之星から見る夢時代
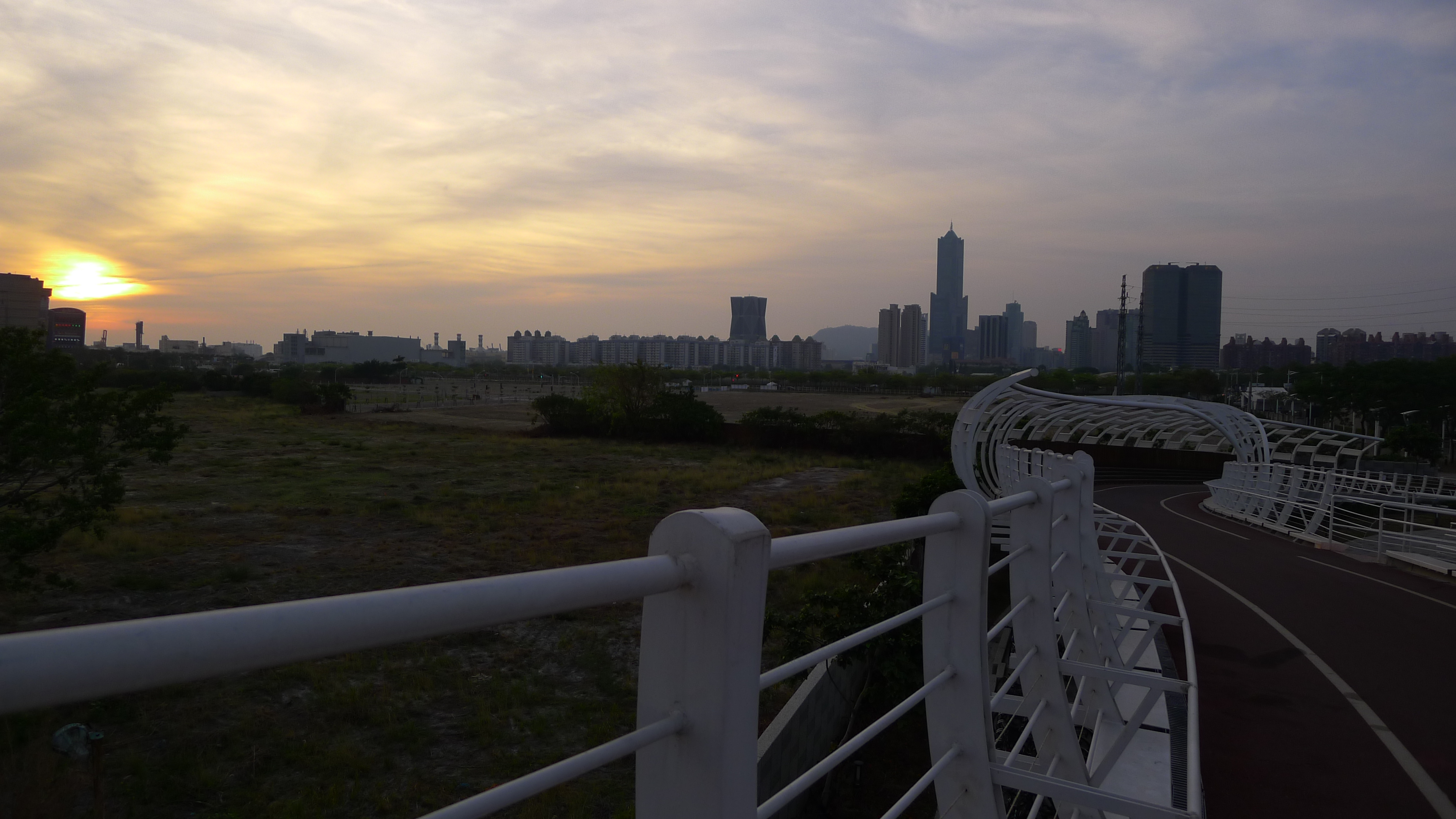
前鎮之星から見る臨海地帯

- 前鎮之星（中国語版）：駅名の由来にもなった自歩道
- 凱旋陸橋
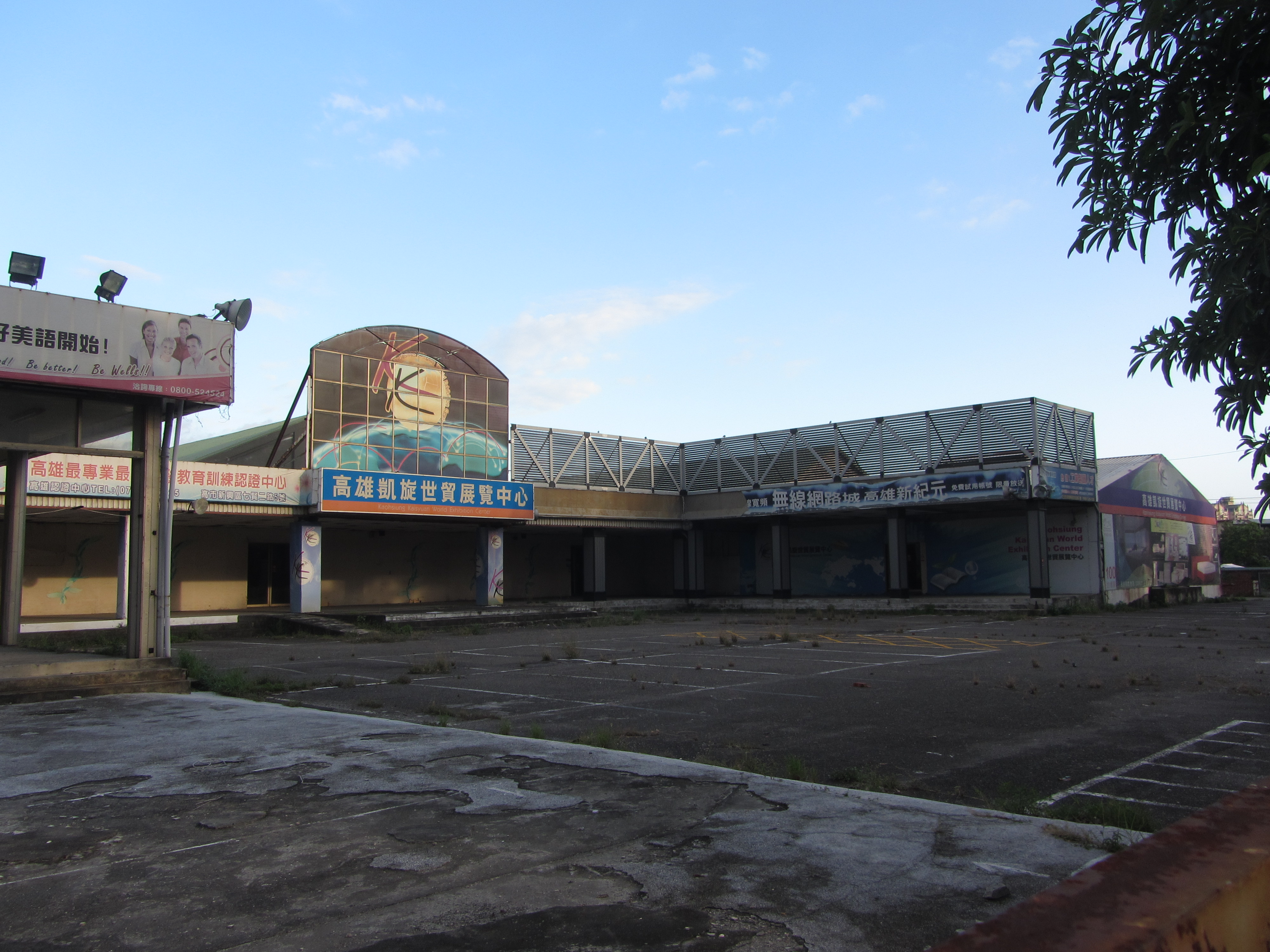
高雄凱旋世貿
- 高雄市原住民服務中心
- 高雄市社會局無障礙之家
- 時代公園

- 凱旋陸橋
- 前鎮之星から見る夢時代
- 前鎮之星から見る臨海地帯
- 高雄凱旋世貿

## バス
高雄市公車
| 系統                       | 事業者      | 区間                    | 備考     |
| -------------------------- | ----------- | ----------------------- | -------- |
| 12路                       | zh:港都客運 | 小港站 - 高雄駅         | 二段運賃 |
| 25路                       | 統聯客運    | 瑞豊站 - 歴史博物館     | 二段運賃 |
| 37路                       | zh:東南客運 | 前鎮站 - 育英医専       |          |
| 69路                       | 港都客運    | 小港站 - 高雄駅         | 二段運賃 |
| 環状幹線/環東幹線（168東） | zh:漢程客運 | 金獅湖 - 金獅湖         | 二段運賃 |
| 環状幹線/環西幹線（168西） | 漢程客運    | 金獅湖 - 金獅湖         | 二段運賃 |
| 紅12路/紅12A               | 東南客運    | 瑞豊站 - 前鎮站         |          |
| 紅12路/紅12B               | 東南客運    | 瑞豊站 - 高雄加工出口区 |          |

## 隣の駅
高雄捷運
■環状軽軌
凱旋瑞田駅C2 - 前鎮之星駅 C3 - 凱旋中華駅 C4